# Chuck Hedges
Charles „Chuck“ Hedges (* 21. Juli 1932 in Chicago; † 24. Juni 2010) war ein US-amerikanischer Musiker (Klarinette) des Mainstream Jazz.

## Leben und Wirken
Hedges spielte in den frühen 1950er-Jahren mit George Brunis, Danny Alvin und Muggsy Spanier in Chicago, ab Ende des Jahrzehnts mit Dave Remingtons Wagon Wheel Jazz Band, mit der 1959 erste Aufnahmen entstanden. In den 1960er- und 70er-Jahren arbeitete er u. a. mit Dick Ruedebusch, Rick Nelson,  den New Chicago Rhythm Kings, Bob Hirsch, Tom Saunders, Sid Dawson und Barrett Deems. In den 80er-Jahren tourte er mit Wild Bill Davison in Europa; in späteren Jahren spielte er u. a. mit Johnny Varro, Rick Fay, Dan  Barrett und Jeanie Lambe, außerdem mit eigenen Formationen wie dem Swingtet (in einer den Ensembles Benny Goodmans nachempfundenen Besetzung) und zuletzt mit seiner Milwaukee Connection, mit denen mehrere Alben für Arbors und Delmark Records entstanden. Mit Allan Vaché nahm er das Album Clarinet Climax auf. Im Bereich des Jazz war er zwischen 1959 und 2007 an fünfzig Aufnahmesessions beteiligt. Hedges lebte zuletzt in Milwaukee.

## Diskographische Hinweise
- Bob Hirsch, Tommy Saunders, Chuck Hedges, Sid Dawson, Chuck Anderson, Steve Thede: Bob Hirsch and His Jazz All-Stars at briarcombe: A Jazz Picnic (1976)
- Chuck Hedges, Johnny Varro, Ray Leatherwood, Gene Estes: The Square Roots of Jazz (1984)
- No Greater Love (Arbors, 1992), mit Eddie Higgins, Bob Haggart, Gene Estes
- Live at Andy's (Delmark, 1993), mit Duane Thamm, John Bany, Dave Baney, Charles Braugham
- Chuck Hedges and Allan Vaché: Clarinet Climax (Jazzology Records, 1998), mit Howard Elkins, Jack Wyatt, Jim Vaughn, John Sheridan
- Just Jammin’: Chuck Hedges and the Milwaukee Connection (Arbors, 2001), mit Henry „Bucky“ Buckwalter, Gary Meisner, Dave Sullivan, Mike Britz, Andy LoDuca
- Chuck Hedges und Duane Thamm: Tribute to Hamp (Delmark, 2002), mit Frank Dawson, John Bany, Charlie Braugham